# Tekken 4
Tekken 4 (鉄拳4) é um jogo eletrônico de luta de 2001 desenvolvido e publicado pela Namco. Lançado inicialmente para arcades no hardware System 246 da Namco, foi portado para o PlayStation 2 em 2002. Como quarto título principal da série Tekken, seguindo Tekken 3 (1997), e o quinto no geral, seguindo o título não-canônico Tekken Tag Tournament (1999), o jogo recebeu muitas revisões de jogabilidade, como a habilidade única da série para o jogador se movimentar antes do início da rodada e a introdução de fases muradas.
Existem até vinte e dois personagens jogáveis, cinco dos quais são novatos. Colocando distinção no enredo na versão para consoles, a atmosfera de Tekken 4 era visivelmente mais sombria do que em outros títulos da franquia. O jogo apresenta notavelmente o retorno canônico de Kazuya Mishima, cuja história revela que ele foi revivido após sua morte 20 anos antes e entrou no King of Iron Fist Tournament 4 para retomar a Mishima Zaibatsu de seu pai Heihachi Mishima e procurar seu filho Jin Kazama.
Tekken 4 recebeu avaliações geralmente positivas. A recepção de jogadores veteranos da comunidade gamer foi inicialmente mista, com jogadores competitivos apontando para a jogabilidade tradicional substituída pelo realismo, com pisos e paredes irregulares em ambientes reais, além de movimentos laterais em 3D substituindo combates aéreos e malabarismos. Houve também mais agressividade e cutucadas, semelhantes ao boxe ou à esgrima. No entanto, em avaliações retrospectivas, as críticas tornaram-se mais positivas por seu design artístico inovador e som. Enquanto isso, críticos especializados e publicações, incluindo a IGN, classificaram-no como um dos melhores jogos da série. Uma sequência, Tekken 5, foi lançada em 2004.

## Jogabilidade
Tekken 4 é considerado pela maioria como um ponto de referência da série por diversos motivos:
- Pela primeira vez, o jogo permitiu que o jogador pudesse andar em volta do cenário e interagir com paredes e outros obstáculos para causar danos extras. Estes "perigos ambientais" permitem que o jogador realize maiores combos consecutivos nos oponentes, embora também haja uma manobra evasiva para fazer o oponente se esquivar e, a partir daí, lutar à seu favor.
- O processamento gráfico foi voltado mais para o ambiente, fazendo com que os personagens movam-se mais fluidamente do que em Tekken Tag Tournament.
- O jogo introduz um sistema totalmente novo de gráficos, que acrescenta a melhora das luzes do cenário, uma física mais dinâmica e superfícies mais lisas.
- O jogo também dá um novo relevo a áreas fechadas, havendo alguns cenários onde a luta acontece em pequenos espaços entre quatro paredes.
- Foram incluídos novos movimentos de evasão para auxiliar as manobras em espaços apertados, movimentos que podem ser devastadores durante o combate se usados da forma apropriada.
- Novos modos de jogo: Story (o jogo se passa como história e há diálogos entre personagens relacionados antes das lutas, além de um final), Team Battle (luta com times de lutadores), Arena (onde se pode ver todos os filmes de todas as personagens, após vencidas), além dos já conhecidos Arcade (apenas lutas, sem final), Time Atack (luta num tempo determinado), Survival (apenas uma barra de energia contra diversos personagens), Pratice (treino) e o já tradicional minigame, desta vez, Tekken Force Mode.

O sistema de luta em si ainda continua a ser efetuado por meio dos quatro botões habituais, cada um correspondendo a um membro do lutador. Contudo, dentro desta estrutura houve modificações significativas na forma como cada personagem responde, o que significa que mesmo jogadores experientes tem que reaprender muitas das suas habilidades.

### Tekken Force Mode
Tekken 4 inclui o mini-game Tekken Force Mode. Embora tenha o mesmo nome do minigame de Tekken 3, é uma versão atualizada do jogo. Ao estilo "acabe com todos", o jogo é parecido com o mini-game de Tekken 3, também apenas para um jogador, mas a diferença é que dessa vez a visão do jogador é acima dos ombros do personagem (como um jogo de tiro em primeira pessoa), lutando contra um esquadrão da Tekken Force em quatro estágios e, eventualmente, contra personagens do jogo. O lutador pode ganhar mais poder e energia lutando contra os inimigos. No minigame, descobre-se que a Tekken Force possui diferentes níveis na organização, que ficam evidentes quando se trata de inteligência, força e habilidade.

## História
Há dois anos, Heihachi Mishima, dono da poderosa corporação Mishima Zaibatsu, falhou em capturar Ogre. Sem desistir, ordenou que seus investigadores buscassem amostras de sangue, tecido, pele e qualquer outro fragmento que restasse do monstro para começar suas experiências genéticas. A meta de Heihachi era criar uma nova forma de vida tão poderosa quanto Ogre. A pesquisa acabou dando errado e Heihachi ordenou uma invasão da Tekken Force aos laboratórios da G Corporation, uma empresa líder em biotecnologia que fazia avanços nos campos de busca biogenética, a fim de conseguirem algo que pudesse ajudar no sucesso de sua pesquisa científica. A missão ocorreu normalmente e a Tekken Force obteve sucesso. Após testes experimentais intensivos, os bioengenheiros chegaram a conclusão que era preciso um elemento adicional para que o plano de Heihachi funcionasse: o Devil Gene! Ele era a chave para criar com sucesso um organismo que pudesse continuar vivo. E Heihachi já sabia quem tinha esse gene: Seu neto, Jin Kazama, que venceu o Ogre e libertou Heihachi no King of Iron Fist Tournament 3. Assim que se libertou de Ogre, Heihachi deu um tiro na cabeça de Jin, que sobreviveu graças ao Devil Gene, nocauteou Heihachi e fugiu. Irritado com a traição do avô, Jin passou um tempo afastado das lutas e se transformou várias vezes em Devil Jin durante esse período.
Heihachi empreendeu uma verdadeira caçada por Jin, sem sucesso. Entretanto, durante essa busca, Heihachi descobriu uma fotografia que o motivou ainda mais: Era seu filho, Kazuya Mishima, o qual ele mesmo jogara num vulcão vinte e um anos antes, matando-o. Sabendo que o filho também possuía o Devil Gene, Heihachi desviou-se um pouco da sua meta, mandando a Tekken Force outra vez à G Corporation, agora em busca ao corpo de Kazuya, pois soube que a corporação havia encontrado seu corpo, extraído e analisado seus dados genéticos. De fato, Heihachi percebeu que a empresa rival estava a caminho de criar a tal forma de vida que ele tanto queria, usando esses novos dados, e que as partes remanescentes do corpo de Kazuya e os dados desta pesquisa estavam guardados em segurança máxima nos laboratórios da G Corporation em Nebraska e Nepal, respectivamente. A Tekken Force invadiu o laboratório de pesquisas de segurança máxima no Nepal, enquanto, ao mesmo tempo, uma unidade separada, liderada por Heihachi, se infiltrava na base subterrânea de pesquisas em Nebraska, onde os restos mortais de Kazuya estavam sendo preservados. Porém, observando de seu helicóptero, Heihachi percebeu que as coisas não estavam indo bem. Informações das tropas diziam que a primeira linha de força estava sendo rechaçada ainda do lado de fora da sala de armazenamento onde os restos de Kazuya estariam. De repente, uma grande silhueta emergiu lentamente da sala. Quando Heihachi pode ver claramente através de seu monitor, ele percebeu imediatamente que era Kazuya, ressuscitado na base de pesquisas da G Corporation! Aproveitando que os planos de Heihachi não estavam seguindo como previsto, Kazuya desapareceu nas chamas por entre os integrantes armados da Tekken Force no laboratório. Heihachi estava enfurecido com o repentino sumiço de Kazuya e descontou a sua raiva nos seus subordinados que haviam relatado a fuga. Dr. Abel, conselheiro científico da Zaibatsu, disse a Heihachi que seria melhor usar essa fúria em uma maneira mais rápida possível de encontrar Kazuya. Refletindo melhor, Heihachi pensou em um novo plano, enquanto um sorriso maléfico aparecia em seu rosto.
O fato é que os cientistas da G Corporation haviam recolhido os restos mortais de Kazuya no vulcão onde fora lançado e conseguiram recriá-lo num tipo de processo de clonagem. Só não conseguiram descobrir como ele manteve todas as suas memórias anteriores. Após a sua ressurreição, Kazuya ofereceu seu corpo como material de pesquisa para determinar a verdadeira natureza do demônio que o habita, com o objetivo de unificar seus dois egos, acreditando que só assim aproveitaria verdadeiramente os poderes de Devil e finalmente se vingaria de Heihachi e da Mishima Zaibatsu. Sabendo que Kazuya não resistiria à chance de se vingar e de tomar o controle da Mishima Zaibatsu, Heihachi anunciou o King of Iron Fist Tournament 4 e colocou o MFE (Mishima Financial Empire) como prêmio máximo. A pessoa que derrotasse Heihachi e se tornasse o campeão do torneio iria controlar a Mishima Zaibatsu. Kazuya, bem ciente de que o torneio era apenas uma armadilha criada por seu odioso pai, não desperdiçou a chance de derrotá-lo. O Tekken 4 já havia começado!

## Crítica
Tekken 4 deixa pouco a desejar. Tem novos personagens, novo visual, novos modos de jogo e uma ação de combate cuidadosamente aperfeiçoada ao longo dos últimos sete anos; o resultado final é um conjunto completo com um aspecto soberbo e ação correspondente. Mesmo assim, Tekken 4 recebeu uma aprovação de 82% na GameRankings, bem inferior à do jogo anterior, Tekken Tag Tournament. Os motivos de tantas criticas eram:
- Tinha pouco mais da metade de personagens que Tekken Tag Tournament tinha.
- O Tag System, modo de luta com duplas usado em Tekken Tag Tournament, foi removido.
- Não tinha o descontraído Tekken Bowling nem nada parecido.
- A duração do jogo era menos que nos outros jogos da série. O Story Mode tinha apenas oito lutas.
- Jin Kazama, um dos personagens mais usados em Tekken Tag Tournament, mudou o seu estilo de luta (de "Estilo Mishima de Karatê" para apenas Karatê normal). Ele também se tornou um personagem desbloqueável pela primeira vez, o que irritou profundamente os fãs do jogo. Afinal, se ele era o protagonista da trama, já deveria vir como personagem inicial.
- O movimento "Rising Uppercut", um dos golpes mais populares do personagens que lutam o Estilo Mishima de Karatê, foi mudado, de modo que apenas realizassem um Counter Hit, sem jogar o personagem para o alto.
- Colocar o direcional para baixo fazia o personagem andar para o lado ao invés de abaixar.
- Introduziu um sistema de esquiva, que faz o jogador continuar andando para o lado.
- A ideia de botar o Heihachi Mishima a usar um Fundoshi durante uma luta deixa o jogador muito constrangedor.
- Adicionou paredes, que pode ser usadas para tirar danos extras nos combos, tornando a luta, em termos, desleal.
- Tem uma jogabilidade diferente demais jogos da série.
- O minigame Tekken Force Mode é um jogo em primeira pessoa, mas foi considerado pouco original por usar a mesma ideia do minigame de Tekken 3.
- A luta final parecia acontecer numa festa rave e não numa arena de luta como nos demais jogos da série.

Esses eventos lideraram os debates entre os entusiastas de Tekken Tag Tournament e Tekken 4 nos fóruns mais populares do Jogo. Mesmo não sendo tão famoso quanto Tekken 3, Tekken 4 chegou a vender até 3 milhões de cópias. Percebendo as críticas, a Namco traria o jogo de volta às origens em Tekken 5.